# 神舟四号
神舟四号试验飞船（简称神四）是“神舟”系列载人飞船之一，是中国所建造的第四艘无人飛船，同时也是第三艘正样无人飞船。除了没有搭载航天员，而是搭载2个假人以外，其技术状态与载人飞船完全一样。该飞船由推进舱、返回舱、轨道舱和附加段组成。总长约7.4米，最大直径2.8米，总质量7794公斤。

## 任務
神舟四号飞船于北京时间2002年12月30日0时40分在中国酒泉卫星发射中心升空，該船並在冬季零下29°C的條件下由长征二号F火箭发射，飞船按照预定计划在太空飞行了6天零18小时，飞船在环绕地球飞行了108圈后，于北京时间2003年1月5日19时16分，准确降落在内蒙古中部地区的着陆场。轨道舱继续绕地球运行半年左右。

## 設計
神舟四号飞船是在前三艘飞船的基础上，進一步改进和完善，并完全按照载人航天的安全要求进行设计制造，飞船的返回舱内增加了两个座椅，坐着两个模拟航天员，宇航员工作、生活、医护所需物品，包括睡袋、压力服、太空食品，以及着陆后遇到意外情况所需的各种救生物品一应俱全，與有人規格是完全一樣的，將任務意外的應變能力大幅提高。
此外，神舟四号飞船在太空中进行发实施了展开太阳能帆板、调姿等一系动作，还成功地实施了变轨。同时，生命保障分系统、飞船环境控制分系统、载人航天应用分系统、航天员分系统都全面进行了试验。此外，神舟四号飞船还有多项实验项目，共有8项科学研究在飞船上展开，有55件配载物。

## 意义
神舟四号任务是历次无人飞行试验中技术要求最高、参试系统最全、难度最大、考核最全面的一次，为按计划实施首次载人航天飞行任务奠定了基础。

## 参阅
- 航天器
- 神舟载人飞船